# Novi Ligure
Novi Ligure je italské město v provincii Alessandria v oblasti Piemont. Původně se obec jmenovala Curtis Nova a roku 970 ji císař Otto I. daroval klášteru Sv. Salvatora v Pavii. Kolem roku 1000 zde vznikl hrad. Do roku 1157 šlo o samostatnou obec, později patřila různým vrchnostem, v období novověku především Janovské republice. Po jejím zániku byla krátce součástí napoleonské Francie a pak Království Sardinie. Roku 1818 dostala přídomek Ligure, aby se vyznačila historická spřízněnost s Janovem.
V 17. a 18. století si Novi oblíbily bohaté janovské rodiny, které zde měly své paláce. Nejvýznamnějším je Palazzo Delle Piane, který patřil rodině Delle Piane, dalšími jsou Palazzo Negroni, Palazzo Durazzo a další. Nejstarším městským chrámem je Kaple P. Marie u silnice do Cassana; pochází z 12. století a uvnitř je významná freska z roku 1474, kterou vytvořil Manfredino Boxilio. V Modlitebně sv. Magdaleny se nachází řada renesančních soch. Dochovaly se také zbytky městských hradeb. Je zde také cyklistické muzeum.
Z hlediska ekonomiky je město známé výrobou sladkostí, funguje zde čokoládovna skupiny Elah-Dufour.